# UCI America Tour 2012
Navigation
Édition précédente Édition suivante
L'UCI America Tour 2012 est la huitième édition de l'UCI America Tour, l'un des cinq circuits continentaux de cyclisme de l'Union cycliste internationale. Il est composé d'une trentaine de compétitions, organisées du 2 octobre 2011 au 15 septembre 2012 en Amérique.

## Calendrier des épreuves

### Octobre 2011
| Date  | Course                                     | Pays              | Classe | Vainqueur               | Équipe                   |
| ----- | ------------------------------------------ | ----------------- | ------ | ----------------------- | ------------------------ |
| 2     | Tobago Cycling Classic                     | Trinité-et-Tobago | 1.2    | Riccardo Zoidl          | RC Arbö Gourmetfein Wels |
| 16-23 | Tour du Brésil-Tour de l'État de Sao Paulo | Brésil            | 2.2    | José Eriberto Rodrigues | Padaria Real-Sorocaba    |

### Novembre 2011
| Date  | Course          | Pays    | Classe | Vainqueur    | Équipe                 |
| ----- | --------------- | ------- | ------ | ------------ | ---------------------- |
| 6-13  | Tour de Bolivie | Bolivie | 2.2    | Juan Cotumba | Pio Rico               |
| 22-27 | Tour du Chiapas | Mexique | 2.2    | Iván Casas   | Boyacá es Para Vivirla |

### Décembre 2011
| Date  | Course             | Pays       | Classe | Vainqueur           | Équipe            |
| ----- | ------------------ | ---------- | ------ | ------------------- | ----------------- |
| 16-28 | Tour du Costa Rica | Costa Rica | 2.2    | José Adrián Bonilla | Citi-Economy-Blue |

### Janvier
| Date  | Course                   | Pays      | Classe | Vainqueur          | Équipe                  |
| ----- | ------------------------ | --------- | ------ | ------------------ | ----------------------- |
| 5-15  | Tour du Chili            | Chili     | 2.2    | Patricio Almonacid | Clos de Pirque-Trek     |
| 8     | Copa América de Ciclismo | Brésil    | 1.2    | Francisco Chamorro | Real                    |
| 13-22 | Tour du Táchira          | Venezuela | 2.2    | Jimmy Briceño      | Lotería del Táchira     |
| 23-29 | Tour de San Luis         | Argentine | 2.1    | Levi Leipheimer    | Omega Pharma-Quick Step |

### Février
| Date  | Course                             | Pays                   | Classe | Vainqueur      | Équipe                               |
| ----- | ---------------------------------- | ---------------------- | ------ | -------------- | ------------------------------------ |
| 19-27 | Vuelta a la Independencia Nacional | République dominicaine | 2.2    | Ismael Sánchez | Comisión Nacional de Energía-La Vega |
| 21-26 | Rutas de América                   | Uruguay                | 2.2    | Jorge Soto     | Porongos                             |

### Mars
| Date  | Course                                        | Pays      | Classe | Vainqueur           | Équipe                       |
| ----- | --------------------------------------------- | --------- | ------ | ------------------- | ---------------------------- |
| 9     | Championnats panaméricains - contre-la-montre | Argentine | CC     | Matías Médici       | Équipe nationale d'Argentine |
| 11    | Championnats panaméricains - course en ligne  | Argentine | CC     | Maximiliano Richeze | Équipe nationale d'Argentine |
| 18-25 | Tour du Mexique                               | Mexique   | 2.2    | Óscar Sevilla       | Empacadora San Marcos        |
| 30-8  | Tour d'Uruguay                                | Uruguay   | 2.2    | Magno Nazaret       | Funvic-Pindamonhangaba       |

### Avril
| Date | Course                 | Pays       | Classe | Vainqueur         | Équipe             |
| ---- | ---------------------- | ---------- | ------ | ----------------- | ------------------ |
| 15   | Tour of the Battenkill | États-Unis | 1.2    | Francisco Mancebo | Competitive Racing |

### Mai
| Date  | Course                           | Pays       | Classe | Vainqueur       | Équipe             |
| ----- | -------------------------------- | ---------- | ------ | --------------- | ------------------ |
| 2-6   | Tour of the Gila                 | États-Unis | 2.2    | Rory Sutherland | UnitedHealthcare   |
| 13-20 | Tour du Guatemala                | Guatemala  | 2.2    | Ramiro Rincón   | EPM-UNE            |
| 13-20 | Tour de Californie               | États-Unis | 2.HC   | Robert Gesink   | Rabobank           |
| 31-3  | Coupe des nations Ville Saguenay | Canada     | 2.Ncup | Arman Kamyshev  | Astana Continental |

### Juin
| Date  | Course                                     | Pays       | Classe | Vainqueur             | Équipe           |
| ----- | ------------------------------------------ | ---------- | ------ | --------------------- | ---------------- |
| 3     | TD Bank International Cycling Championship | États-Unis | 1.HC   | Alexander Serebryakov | Type 1-Sanofi    |
| 10-24 | Tour de Colombie                           | Colombie   | 2.2    | Félix Cárdenas        | GW Shimano       |
| 12-17 | Tour de Beauce                             | Canada     | 2.2    | Rory Sutherland       | UnitedHealthcare |

### Juillet
| Date | Course            | Pays      | Classe | Vainqueur    | Équipe                       |
| ---- | ----------------- | --------- | ------ | ------------ | ---------------------------- |
| 6-15 | Tour du Venezuela | Venezuela | 2.2    | Miguel Ubeto | Androni Giocattoli-Venezuela |

### Août
| Date  | Course             | Pays       | Classe | Vainqueur             | Équipe                   |
| ----- | ------------------ | ---------- | ------ | --------------------- | ------------------------ |
| 3-5   | Tour of Elk Grove  | États-Unis | 2.1    | François Parisien     | SpiderTech-C10           |
| 3-12  | Tour de Guadeloupe | France     | 2.2    | Ludovic Turpin        | Union Sportive de Goyave |
| 7-12  | Tour de l'Utah     | États-Unis | 2.1    | Johann Tschopp        | BMC Racing               |
| 20-26 | Tour du Colorado   | États-Unis | 2.HC   | Christian Vande Velde | Garmin-Sharp             |
| 29-2  | Tour de Rio        | Brésil     | 2.2    | Kléber Ramos          | Real                     |

### Septembre
| Date | Course               | Pays       | Classe | Vainqueur     | Équipe  |
| ---- | -------------------- | ---------- | ------ | ------------- | ------- |
| 15   | Bucks County Classic | États-Unis | 1.2    | Patrick Bevin | Bissell |

### Épreuves annulées
| Date          | Course                           | Pays   | Classe | Cause |
| ------------- | -------------------------------- | ------ | ------ | ----- |
| 13-17 mars    | Tour de l'Intérieur de São Paulo | Brésil | 2.2    |       |
| 30 mai-3 juin | Tour du Paraná                   | Brésil | 2.2    |       |
| 25-29 juillet | Tour de Gravataí                 | Brésil | 2.2    |       |

## Classements finals
Source : UCI America Tour
| #   | Coureur               | Pays       | Pts   |
| 1.  | Rory Sutherland       | Australie  | 184.8 |
| 2.  | Maximiliano Richeze   | Argentine  | 166   |
| 3.  | Miguel Ubeto          | Venezuela  | 150   |
| 4.  | Félix Cárdenas        | Colombie   | 148   |
| 5.  | Edgardo Simón         | Argentine  | 121   |
| 6.  | Alexander Serebryakov | Russie     | 119   |
| 7.  | François Parisien     | Canada     | 99    |
| 8.  | Otávio Bulgarelli     | Brésil     | 96    |
| 9.  | Bruno Langlois        | Canada     | 96    |
| 10. | John Murphy           | États-Unis | 92    |

| #   | Équipe                                        | Pays       | Pts   |
| 1.  | Real                                          | Brésil     | 399   |
| 2.  | Funvic-Pindamonhangaba                        | Brésil     | 398   |
| 3.  | UnitedHealthcare                              | États-Unis | 350.2 |
| 4.  | Optum-Kelly Benefit Strategies                | États-Unis | 302   |
| 5.  | Nippo                                         | Japon      | 299   |
| 6.  | Type 1-Sanofi                                 | États-Unis | 281   |
| -   | Androni Giocattoli-Venezuela                  | Italie     | 281   |
| 8.  | EPM-UNE                                       | Colombie   | 245   |
| 9.  | SpiderTech-C10                                | Canada     | 242   |
| 10. | Gobernación de Antioquia-Indeportes Antioquia | Colombie   | 193   |

### Classements par nations
| #   | Pays                   | Pts     |
| 1.  | Colombie               | 1 571.2 |
| 2.  | États-Unis             | 1 103.8 |
| 3.  | Argentine              | 991     |
| 4.  | Canada                 | 928     |
| 5.  | Brésil                 | 804     |
| 6.  | Venezuela              | 789.8   |
| 7.  | Costa Rica             | 310     |
| 8.  | Chili                  | 279     |
| 9.  | Uruguay                | 246     |
| 10. | Antilles néerlandaises | 218     |

| #   | Pays (U23)             | Pts   |
| 1.  | Colombie               | 422   |
| 2.  | États-Unis             | 389.4 |
| 3.  | Venezuela              | 142   |
| 4.  | Costa Rica             | 130   |
| 5.  | Canada                 | 103   |
| 6.  | République dominicaine | 84    |
| 7.  | Argentine              | 77    |
| 8.  | Antilles néerlandaises | 72    |
| 9.  | Chili                  | 69    |
| 10. | Suriname               | 67    |